# 林鸣
林鸣（1957年10月4日—），男，汉族，江苏南京人，中国桥隧领域施工技术与工程管理专家，中国工程院院士。